# باتريسيا بينيت
باتريسيا بينيت (بالإنجليزية: Patricia Bennett)‏ هي مغنية أمريكية، ولدت في 7 أبريل 1947 في ذا برونكس في الولايات المتحدة.